# Katerina Tikhonova
Katerina Vladimirovna Tikhonova (en russe : Катерина Владимировна Тихонова), née Poutina (Путина) le 31 août 1986 à Dresde (Allemagne de l'Est), est une danseuse acrobatique et femme d'affaires milliardaire russe. Elle est la fille cadette du président russe Vladimir Poutine.

## Biographie
Fille cadette de Vladimir Poutine et de son ex-épouse Lioudmila Poutina, Katerina Vladimirovna Poutina est née le 31 août 1986 à Dresde en Allemagne de l'Est. Pour préserver son anonymat, elle utilise le nom de sa grand mère maternelle. Elle a une sœur aînée prénommée Maria, née le 28 avril 1985. Ses parents, mariés en 1983, ont officiellement divorcé le 6 juin 2013,. Katerina Tikhonova a étudié à l’université d'État de Saint-Pétersbourg et à l’université d'État de Moscou. Elle est titulaire d'une maîtrise en physique et en mathématiques.
En 2013, elle se fait connaitre du grand public en terminant cinquième au championnat du monde de rock acrobatique. Toujours en 2013, Katerina Tikhonova épouse, à la station de ski d'Igora (ru) (propriété de Iouri Kovaltchouk, un proche de Poutine), Kirill Chamalov, fils de Nikolaï Chamalov (en), un ami d'enfance de Poutine et copropriétaire de la Rossiya Bank. Selon Reuters, le couple a une fortune estimée à plus de deux milliards de dollars, avec notamment des investissements dans des usines pétrochimiques,. Le gendre de Poutine a alors reçu des parts d’une valeur de 380 millions de dollars (313 millions d'euros) dans la société pétrochimique russe Sibur. Après ce mariage, Kirill Chamalov devient le plus jeune milliardaire russe à l’âge de 32 ans. Toutefois le couple se sépare en 2017 après que Kirill Chamalov a noué une relation avec Janna Volkova, une « séduisante mondaine » russe installée à Londres. Lors du divorce en 2018 Katerina Tikhonova obtient, selon Bloomberg News, près de 40 % de la fortune de Kirill Chamalov, soit 600 millions de dollars.
À partir de 2017, Katerina Tikhonova a une liaison avec Igor Zelensky, un ancien danseur classique qui dirige le Ballet de Munich. Le couple a une fille.
Katerina Tikhonova fait partie du conseil scientifique, en tant que spécialiste en sciences mécaniques, de l'université d'État de Moscou. Elle y gère par ailleurs Innopraktika, un fonds de 1,7 milliard de dollars de soutien aux jeunes scientifiques russes. De plus, elle travaille pour le groupe de médias RBK, qui possède entre autres plusieurs chaînes de télévision,.
De 2015 à 2022, Katerina Tikhonova s'est rendue une vingtaine de fois en Allemagne sans que le contre-espionnage allemand n'en soit au courant. Si ces voyages se sont effectués en toute légalité (elle possédait un visa Schengen lui permettant de voyager dans le pays), ils posent la question de la sécurité nationale allemande étant donné qu'elle était accompagnée de gardes du corps « possiblement armés ».
En 2020, Katerina Tikhonova est nommée à la tête d'un nouvel institut d'intelligence artificielle au sein de l'université d'État de Moscou. En décembre 2020, la holding Gazprom-Media annonce qu'en partenariat avec une association dirigée par Katerina Tikhonova, elle va développer une application sur le modèle de TikTok, afin de concurrencer cette dernière.
En avril 2022, à la suite du massacre de Boutcha en Ukraine, les deux filles de Vladimir Poutine, Maria Vorontsova, âgée de 36 ans, et Katerina Tikhonova, âgée de 35 ans, sont sanctionnées par les États-Unis, l'Union européenne et le Royaume-Uni. L'explication de l'UE donnée à ces sanctions mentionne que Katerina Tikhonova dirige un fonds de soutien aux jeunes scientifiques russes, fondé par des compagnies dont les dirigeants sont des « membres du cercle d’oligarques proches » de Vladimir Poutine,.